# 鄭浙
鄭浙（1470年—？），字文川，江西廣信府永豐縣人，民籍，明朝政治人物。

## 生平
弘治十四年（1501年）辛酉科江西鄉試第八十二名舉人。正德六年（1511年）中式辛未科會試第二百六十七名，登第三甲第一百八十六名進士。七年任扬州府泰兴县知县。

## 家族
曾祖鄭□，曾任□；祖父鄭懷，正統九年甲子举人，曾任推官，封监察御史；父鄭軾，曾任四川按察司副使進階亞中大夫。母胡氏 (贈孺人）；繼母□氏 （封孺人）。